# Glavendrup-steen

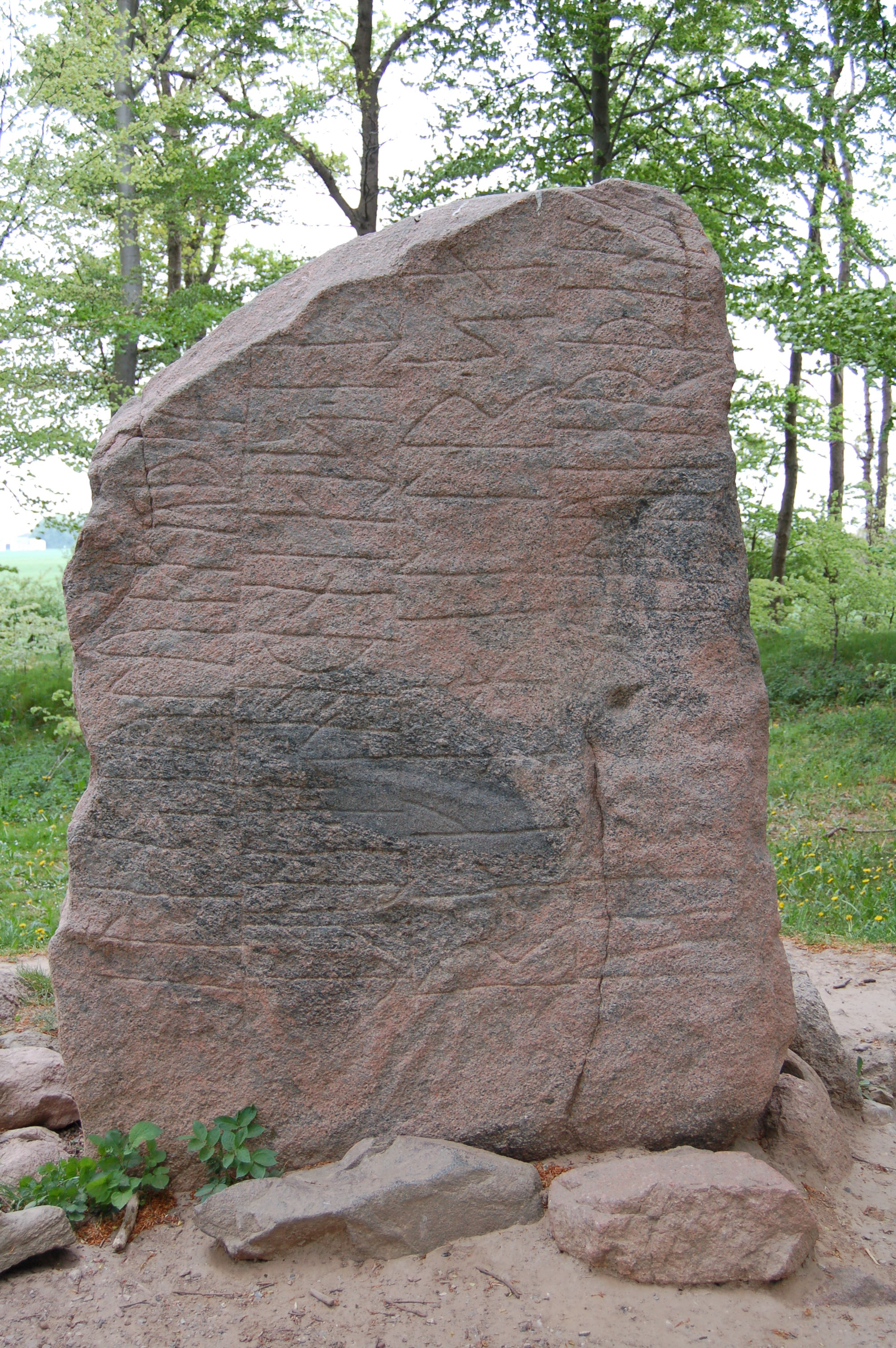
De voorkant van de Glavendrup-steen

De Glavendrup-steen, door Rundata aangeduid als DR 209, is een runensteen op Funen in Denemarken en dateert uit de vroege 10e eeuw. Het bevat de langste runeninscriptie van Denemarken en eindigt in een vloek.

## Beschrijving
De runensteen vormt het einde van een steenschip. Er zijn andere megalieten in de omgeving, zo ook gedenkstenen met Latijnse karakters uit de vroege 20e eeuw. In het stenen schip werden negen graven gevonden, zij waren alle leeg.
De runensteen werd ontdekt toen het gebied in 1794 ontgonnen werd, en in 1808 werd hij opgeslagen door de archeoloog Vedel Simonssen toen steenhouwers het wilden kopen. De laatste restauratie was in 1958, en de heuvel waar hij nu op staat is nieuw.
Ranghild die de steen bestelde, heeft ook de Tryggevælde Runesteen (DR 230) besteld bij runenmeester Soti. De runeninscriptie is geclassificeerd als runensteen stijl RAK. Dit is de classificatie voor inscripties met tekstbanden met rechte uiteinden die geen slangen of beestenkoppen aangehecht hebben. Het verwijst naar een Goði die een heidense priester van een Vé (heiligdom) was, en naar een Thegn of thane, het hoofd van de Noordse clan (ætt) en een aanvoerder in de oorlog. De runenkerver doet een beroep op de Noordse god Thor om de inscriptie te heiligen. In Denemarken zijn twee andere runenstenen met vergelijkbare aanroepingen aan Thor gevonden, DR 110 van Virring en DR 220 van Sønder Kirkeby, en drie andere stenen in Zweden, Ög 136 in Rök, Sö 140 in Korpbron, en Vg 150 in Velanda. Het is opgemerkt dat Thor de enige Noorse god is op wie een beroep gedaan wordt op runenstenen uit de Vikingentijd.
De inscriptie eindigt met een vloek, gelijk aan die op de Tryggevælde runensteen in Denemarken en de Saleby runensteen in Zweden. Er is enige onenigheid over de vertaling van een van de woorden in deze vloeken, rita/rata, Wat vertaald is als stakker, verbanneling of tovenaar. Tovenaar is de vertaling geaccepteerd door Rundata. Niettemin houdt het gebruik van het woord tovenaar niet in dat de vernietiger magische krachten zou verwerven, maar dat hij zou worden beschouwd als onnatuurlijk en een sociale paria. De opvatting dat tovenaar of duivelskunstenaar zijn een slecht en verdorven was dateert van vóór de kerstening van Scandinavië.

## Inscriptie

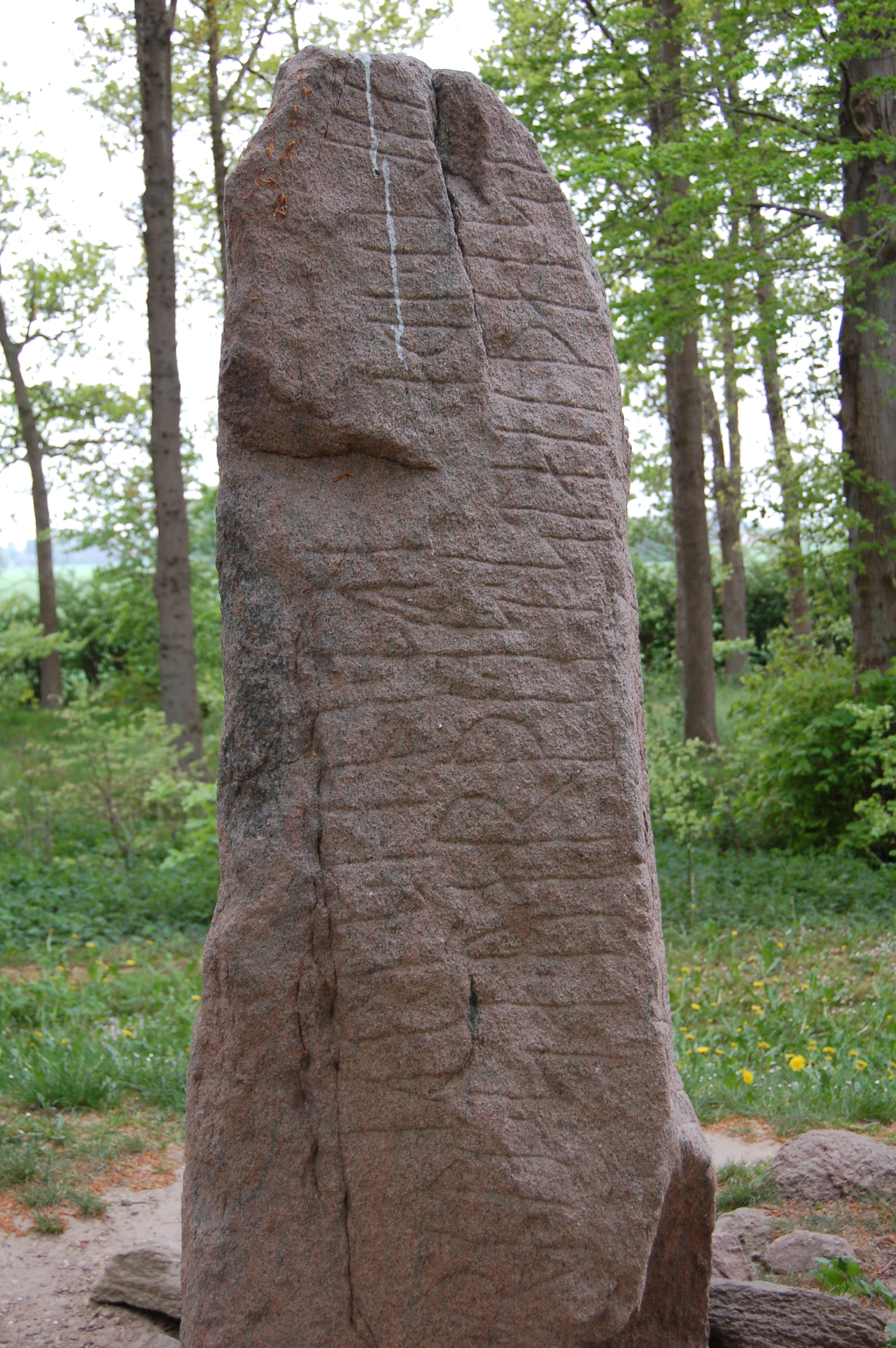
Zijaanzicht.

### Transliteratie van runen in Latijn karakters
- AP raknhiltr ' sa¶ti ' stain þonsi ' auft ¶ ala ' saulua kuþa ¶ uia l(i)þs haiþuiarþan þia¶kn
- AQ raknhiltr ' sa¶ti ' stain þonsi ' auft ¶ ala ' saulua kuþa ¶ uial(i)þs haiþuiarþan þia¶kn
- B ala ' suniR ' karþu ¶ kubl ' þausi ' aft ' faþur ¶ sin ' auk ' hons ' kuna ' auft ¶ uar ' sin ' in ' suti ' raist ' run¶aR ' þasi ' aft ' trutin ' sin ¶ þur ' uiki ' þasi ' runaR
- C at ' rita ' sa ' uarþi ' is ' stain þansi ¶ ailti ' iþa aft ' onon ' traki[5]

### Transcriptie inOudnoords
- AP Ragnhildr satti sten þænsi æft Alla Solwa, goþa wea, liþs heþwærþan þægn.
- AQ Ragnhildr satti sten þænsi æft Alla, salvia goþa, vialiþs heþwærþan þægn.
- B Alla syniR gærþu kumbl þøsi æft faþur sin ok hans kona æft wær sin. Æn Soti rest runaR þæssi æft drottin sin. Þor wigi þæssi runaR.
- C At ræta(?) sa wærþi æs sten þænsi ælti(?) æþa æft annan dragi.[5]

### Vertaling in Nederlands
- AP Ragnhildr plaatste deze steen ter nagedachtenis van Alli de Bleke, priester van het heiligdom, eerzaam þegn van het gevolg.
- AQ Ragnhildr plaatste deze steen ter nagedachtenis van Alli, priester van de Sølve, eerzaam þegn van het heiligdom-gevolg.
- B Alli's zonen maakten dit monument ter nagedachtenis van hun vader, en zijn vrouw ter nagedachtenis van haar echtgenoot. En Sóti kerfde deze runen in gedachten van zijn heer. Þórr heilige deze runen.
- C Een tovenaar zij hij die de steen beschadigd(?) of versleept om ter nagedachtenis van een ander (te staan).[5]